# Murillo de Souza Campos
Murillo de Souza Campos (Amparo, SP, 18 de dezembro de 1887 – 1 de outubro de 1968) foi um médico brasileiro.
Doutorado pela Faculdade de Medicina do Rio de Janeiro em 1908, defendendo a tese “Dores torácicas”. Foi eleito membro da Academia Nacional de Medicina em 1931, sucedendo Raymundo Américo de Souza Teixeira Mendes na Cadeira 07, que tem José Pereira Rego como patrono.